# آخرین شمارش معکوس (ترانه)
«آخرین شمارش معکوس» تک‌آهنگی از گروه موسیقی موسیقی هوی متال یوروپ است که در سال ۱۹۸۶ منتشر شد و توسط جویی تمپست سروده شده‌است.
این تک‌آهنگ در چارت‌های، سوئد، فرانسه، اتریش، فلاندرز، بریتانیا، سوئیس در رتبه اول و در چارت‌های، نروژ جزو ده ترانه اول قرار گرفت.